# Polydrusus pulchellus
Polydrusus pulchellus är en skalbaggsart som beskrevs av Stephens 1831. Polydrusus pulchellus ingår i släktet Polydrusus, och familjen vivlar. Arten har ej påträffats i Sverige.